# James Reyne
Pour les articles homonymes, voir Reyne.
James Reyne est un auteur, chanteur et musicien australien né le 19 mai 1957 à Lagos.
Il s'est fait aussi connaître comme acteur dans 'la vengeance aux deux visages'.

## Biographie

### Premières années
Reyne est né à Lagos, au Nigeria. Son père, Rodney Michael Reyne, était un ancien Royal Marine d'origine anglaise qui a servi comme aide de camp du gouverneur de l'État de Victoria, Sir Dallas Brooks, avant de travailler pour British Petroleum. Son grand-père paternel, Cecil Nugent Reyne, était un contre-amiral anglais. Sa mère, Judith Graham, née Leask, était enseignante. Son frère cadet, David Reyne, est également né au Nigeria. La famille a déménagé dans l'État de Victoria à la fin de l'année 1959, où une sœur cadette, Elisabeth, est née.